# Hanna Freiynfeldova
Hanna Emilia Freiynfeldova (* 4. April 2006) ist eine deutsche Volleyballspielerin.

## Karriere
Freiynfeldova stammt aus dem Nachwuchs des Bundesligisten Schweriner SC. Mit der zweiten Mannschaft des Vereins spielte sie von 2022 bis 2025 in der Zweiten Bundesliga Nord. 2025 wurde die Diagonalangreiferin vom Erstligisten Ladies in Black Aachen verpflichtet.